# Hildegard Burri-Bayer

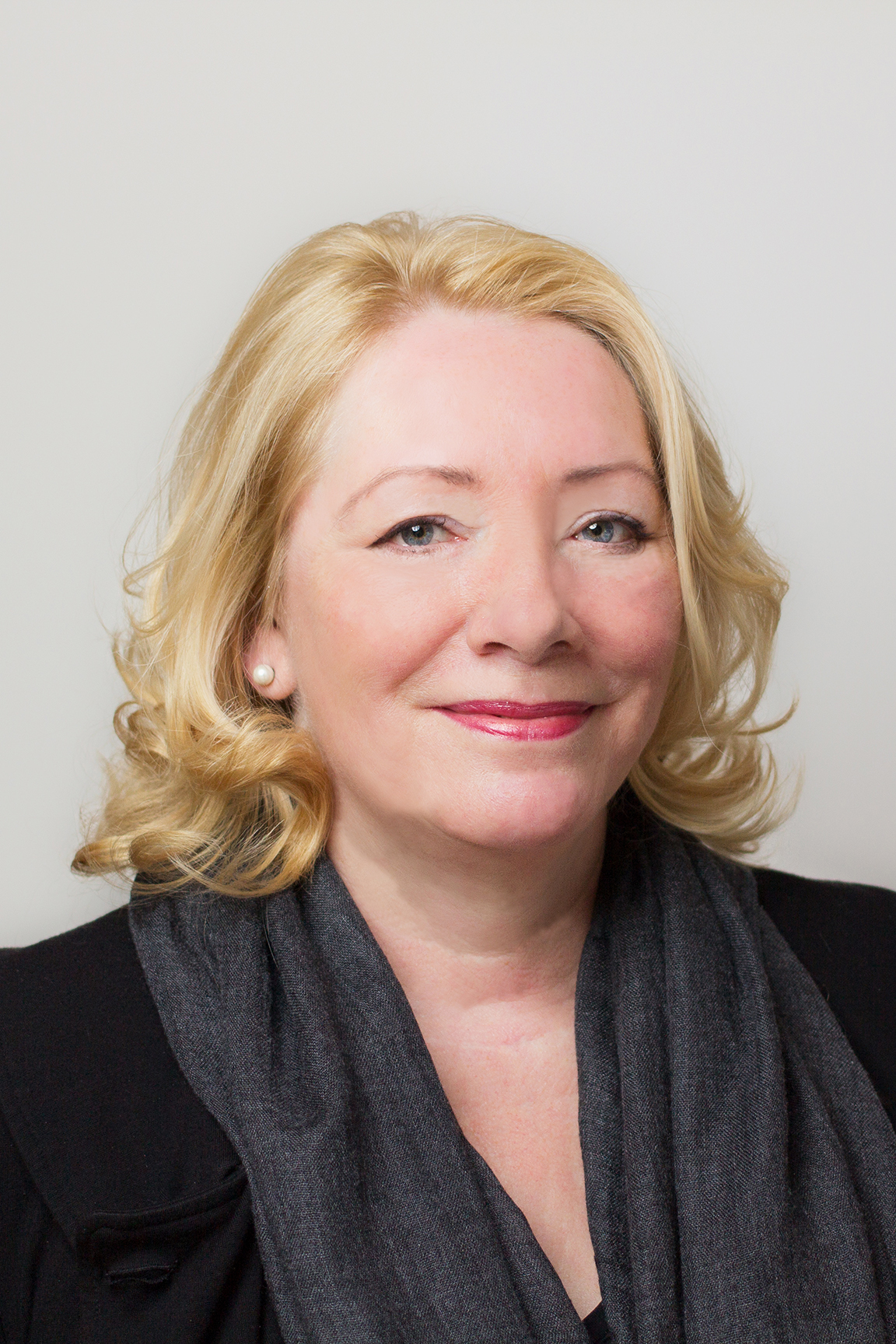
Hildegard Burri-Bayer (2014)

Hildegard Burri-Bayer (* 2. Oktober 1958 in Düsseldorf) ist eine deutsche Schriftstellerin für historische Romane und verurteilte Kunsthehlerin. Bekannt wurde sie durch ihre Beteiligung am versuchten Schwarzmarkt-Verkauf der Himmelsscheibe von Nebra.

## Leben
Hildegard Burri-Bayer ließ sich in Museumspädagogik ausbilden und wurde Leiterin eines privaten Stadtmuseums für Ausgrabungen. Von 1996 bis 2006 führte sie das Museumsrestaurant Historia in Kaarst. Sie war erste Vorsitzende des von ihr gegründeten gemeinnützigen Förderkreises Historia, der durch angewandte experimentelle Archäologie versuchte, Begeisterung für Geschichte und den Einsatz für den Erhalt kulturellen Erbes zu vermitteln.
Im Juli 1999 entdeckten zwei Raubgräber auf dem Mittelberg die Himmelsscheibe von Nebra mit Beifunden und verkauften sie an einen befreundeten Kölner Händler, der sie auf dem Schwarzmarkt anbot. Als Burri-Bayer von dem Fund erfuhr, stellte sie den Kontakt zwischen einem Bekannten und dem Zwischenhändler her. Beide versuchen später, die Scheibe für 700.000 DM an den Landesarchäologen von Sachsen-Anhalt weiterzuverkaufen. Bei einem Treffen in der Schweiz kam es zum Zugriff durch die Ermittlungsbehörden.
Burri-Bayer wurde am 19. September 2003 zusammen mit dem mitangeklagten Bekannten der Hehlerei für schuldig befunden und zu einer Bewährungsstrafe von 12 Monaten Haft sowie 150 Stunden gemeinnütziger Arbeit verurteilt. In der Berufungsverhandlung wurde 2005 das Urteil bestätigt.
Ihre Hehlertätigkeit mit der Himmelsscheibe von Nebra verwertete sie in ihrem ersten Roman Die Sternenscheibe.
Hildegard Burri-Bayer ist verheiratet und hat fünf erwachsene Kinder.

## Werke
- Die Sternenscheibe. Knaur, München 2004, ISBN 3-426-62483-4.
- Der goldene Reif. Knaur-Taschenbuch-Verlag, München 2005, ISBN 3-426-62658-6.
- Das Vermächtnis des Raben. Weltbild Buchverlag, Augsburg 2005, ISBN 3-89897-190-2.
- Die Bluterbin. Blanvalet, München 2008, ISBN 978-3-442-37076-4.
- Die Thronfolgerin. Blanvalet, München 2009, ISBN 978-3-442-37323-9.
- Die Sühnetochter. Blanvalet, München 2011, ISBN 978-3-442-37373-4.
- Das Kreuz des Schweigens. Blanvalet, München 2014, ISBN 978-3-442-37893-7.